# Chanzeaux
Chanzeaux ([ʃɑ̃ˈzo] ) ist eine Ortschaft und ehemalige Gemeinde mit 1.080 Einwohnern (Stand: 1. Januar 2022) im französischen Département Maine-et-Loire in der Region Pays de la Loire. Sie gehörte zum Arrondissement Angers. Die Bewohner werden Chanzéens und Chanzéennes genannt.
Der Erlass des Präfekten vom 24. September 2015 legte mit Wirkung zum 15. Dezember 2015 die Eingliederung von Chanzeaux als Commune déléguée gemeinsam mit zwölf bis dahin selbstständigen Gemeinden und Ortschaften zur Commune nouvelle Chemillé-en-Anjou fest.

## Geografie

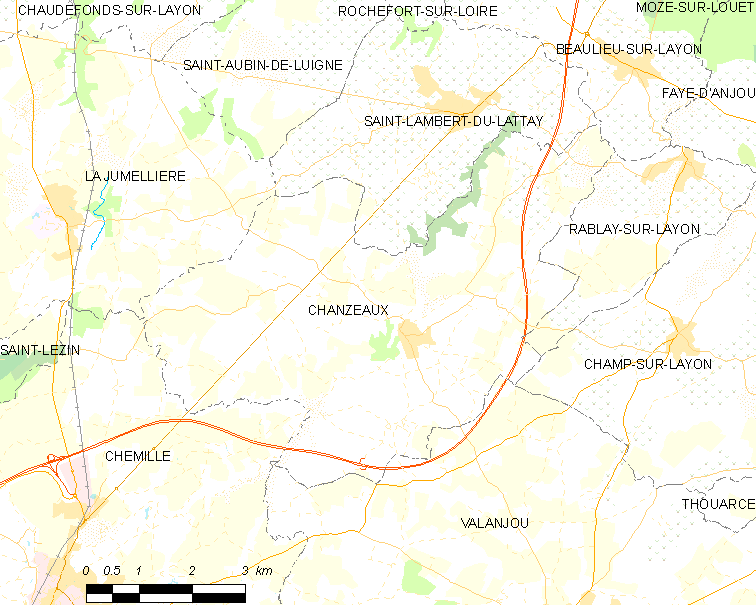
Karte von Chanzeaux

Chanzeaux liegt etwa 24 Kilometer südsüdwestlich von Angers, etwa 43 Kilometer westlich von Saumur und etwa 29 Kilometer nordöstlich von Cholet in der Région naturelle der Mauges, Teil der historischen Provinz des Anjou. Das Dorf Chanzeaux überblickt das tief eingeschnittene Hyrôme-Tal am östlichen Rand des Armorikanischen Massivs, nahe der Landschaft des Layon, deutlich mit der Hügelkette der Coteaux du Layon, einer von Südost nach Nordwest ausgerichteten Verwerfung. Das Pariser Becken liegt nahe, nordöstlich von Chanzeaux, tritt dort jedoch nicht zutage. Außer vom Hyrôme wird der Ort vom Layon entwässert, der ihn auf einem kurzen Abschnitt im äußerten Nordosten begrenzt, sowie vom Rutord, vom Ruisseau de la Planchette, vom zeitweise trockenfallenden Ruisseau de Bouillons und verschiedenen kleineren Bächen. Das Bodenrelief ist hügelig und schroff mit höchsten Erhebungen im Westen mit Höhen über 100 m. Das Ortszentrum liegt auf etwa 58 m.
Umgeben wird Chanzeaux von drei Nachbargemeinden und drei Communes déléguées von Chemillé-en-Anjou:
| La Jumellière (Commune déléguée) | Val-du-Layon                                | Beaulieu-sur-Layon          |
|                                  | Kompassrose, die auf Nachbargemeinden zeigt | Bellevigne-en-Layon         |
| Chemillé (Commune déléguée)      |                                             | Valanjou (Commune déléguée) |

## Toponymie und Geschichte
Frühere Formen des Ortsnamens waren:
Exclusa quæ est Concellis (circa 1080), Chanzelli (1090–1120), Presbiter de Cancellis (circa 1150), Parochia de Chanceaux (1238), Chaunzeaus (1241), Capellanus de Chanzeaux (1336).
Der alte Name Cancellis geht auf das spätlateinische „cancellus“ zurück, was „Barriere, Einfriedung“ bedeutet und entweder einen umschlossenen Ort oder die Grenze eines Gebiets bezeichnet, etwa die zwischen der Gegend von Mauges und der von Layon.
Die Ursprünge der Pfarrgemeinde bleiben unklar. Sie ist zweifellos im Laufe des Frühmittelalters entstanden, vielleicht durch Abtretung der Schlosskapelle an das Kapitel von Saint-Maurice, bereits Seigneur von Joué und Etiau, heute Ortsteile von Valanjou.
Das Lehen war im 14. Jahrhundert von Chemillé abgetrennt und trug im 16. Jahrhundert den Titel einer Kastellanei. Der Aufstand der Vendée während der Französischen Revolution, der bewaffnete Kampf der royalistisch-katholisch gesinnten Landbevölkerung gegen Repräsentanten und Truppen der Ersten Französischen Republik, traf Chanzeaux in unmittelbarer Weise. Im Januar 1794 eroberten republikanische Truppen das Dorf, töteten 15 Personen, steckten das Schloss die Kirche und die meisten Häuser in Brand. Im März wurde Chanzeaux erneut angegriffen, diesmal fanden 170 Dorfbewohner den Tod. Trotz des Waffenstillstands vom 17. Februar 1795 setzten die Männer von Chanzeaux den Aufstand fort. Als Folge belagerten republikanische Truppen am 10. April 1795 den Kirchturm, in den sich die Bevölkerung geflüchtet hatten. Der Kirchturm wurde in Brand gesteckt, mehrere Personen wurden lebendig verbrannt. 1799 sind von 79 Häuser des Dorfs nur noch drei vollständig verschont geblieben, die Opferzahl übersteigt 500. Von 400 Männern, die am Aufstand aktiv teilnahmen, überlebten diesen nur 38. Die Überreste des teilweise zerstörten Schlosses wurden am 7. September 1796 als Nationalgut verkauft.

## Bevölkerungsentwicklung
| Chanzeaux: Einwohnerzahlen von 1793 bis 2020                                                                               | Chanzeaux: Einwohnerzahlen von 1793 bis 2020 | Chanzeaux: Einwohnerzahlen von 1793 bis 2020 | Chanzeaux: Einwohnerzahlen von 1793 bis 2020 | Chanzeaux: Einwohnerzahlen von 1793 bis 2020 |
| --- | -------------------------------------------- | -------------------------------------------- | -------------------------------------------- | -------------------------------------------- |
| Jahr |                                              |                                              |                                              | Einwohner                                    |
| 1793 | 1793                                         |                                              | 1.795                                        | 1.795                                        |
| 1800 | 1800                                         |                                              | 1.025                                        | 1.025                                        |
| 1806 | 1806                                         |                                              | 724                                          | 724                                          |
| 1821 | 1821                                         |                                              | 1.466                                        | 1.466                                        |
| 1831 | 1831                                         |                                              | 1.774                                        | 1.774                                        |
| 1836 | 1836                                         |                                              | 1.665                                        | 1.665                                        |
| 1841 | 1841                                         |                                              | 1.703                                        | 1.703                                        |
| 1846 | 1846                                         |                                              | 1.786                                        | 1.786                                        |
| 1851 | 1851                                         |                                              | 1.776                                        | 1.776                                        |
| 1856 | 1856                                         |                                              | 1.800                                        | 1.800                                        |
| 1861 | 1861                                         |                                              | 1.789                                        | 1.789                                        |
| 1866 | 1866                                         |                                              | 1.641                                        | 1.641                                        |
| 1872 | 1872                                         |                                              | 1.585                                        | 1.585                                        |
| 1876 | 1876                                         |                                              | 1.482                                        | 1.482                                        |
| 1881 | 1881                                         |                                              | 1.474                                        | 1.474                                        |
| 1886 | 1886                                         |                                              | 1.457                                        | 1.457                                        |
| 1891 | 1891                                         |                                              | 1.391                                        | 1.391                                        |
| 1896 | 1896                                         |                                              | 1.320                                        | 1.320                                        |
| 1901 | 1901                                         |                                              | 1.319                                        | 1.319                                        |
| 1906 | 1906                                         |                                              | 1.333                                        | 1.333                                        |
| 1911 | 1911                                         |                                              | 1.350                                        | 1.350                                        |
| 1921 | 1921                                         |                                              | 1.223                                        | 1.223                                        |
| 1926 | 1926                                         |                                              | 1.229                                        | 1.229                                        |
| 1931 | 1931                                         |                                              | 1.177                                        | 1.177                                        |
| 1936 | 1936                                         |                                              | 1.175                                        | 1.175                                        |
| 1946 | 1946                                         |                                              | 1.213                                        | 1.213                                        |
| 1954 | 1954                                         |                                              | 1.146                                        | 1.146                                        |
| 1962 | 1962                                         |                                              | 1.159                                        | 1.159                                        |
| 1968 | 1968                                         |                                              | 1.084                                        | 1.084                                        |
| 1975 | 1975                                         |                                              | 1.045                                        | 1.045                                        |
| 1982 | 1982                                         |                                              | 948                                          | 948                                          |
| 1990 | 1990                                         |                                              | 907                                          | 907                                          |
| 1999 | 1999                                         |                                              | 944                                          | 944                                          |
| 2006 | 2006                                         |                                              | 1.049                                        | 1.049                                        |
| 2013 | 2013                                         |                                              | 1.177                                        | 1.177                                        |
| 2020 | 2020                                         |                                              | 1.128                                        | 1.128                                        |
| Quelle(n): EHESS/Cassini bis 1999, INSEE ab 2006 Anmerkung(en): Ab 1962 offizielle Zahlen ohne Einwohner mit Zweitwohnsitz |                                              |                                              |                                              |                                              |

Der Bevölkerungsrückgang am Ende des 18. und zu Beginn des 19. Jahrhunderts ist eine Folge der Unruhen im Rahmen des Aufstands der Vendée.

## Sehenswürdigkeiten
- Schloss Chanzeaux, neogotischer Wiederaufbau im 19. Jahrhundert, seit 1980 in Teilen als Monument historique eingeschrieben
- Kirche Saint-Pierre mit Ursprüngen aus dem 12. Jahrhundert, Neubau zwischen 1891 und 1904. Ihr Kirchturm ist seit 1972 als Monument historique eingeschrieben. Sie birgt zahlreiche Ausstattungsgegenstände, die in der Base Palissy gelistet sind, darunter eine große Anzahl, die als Monument historique der beweglichen Objekte klassifiziert sind.
- Kapelle Saint-Ambroise aus dem Jahre 1863

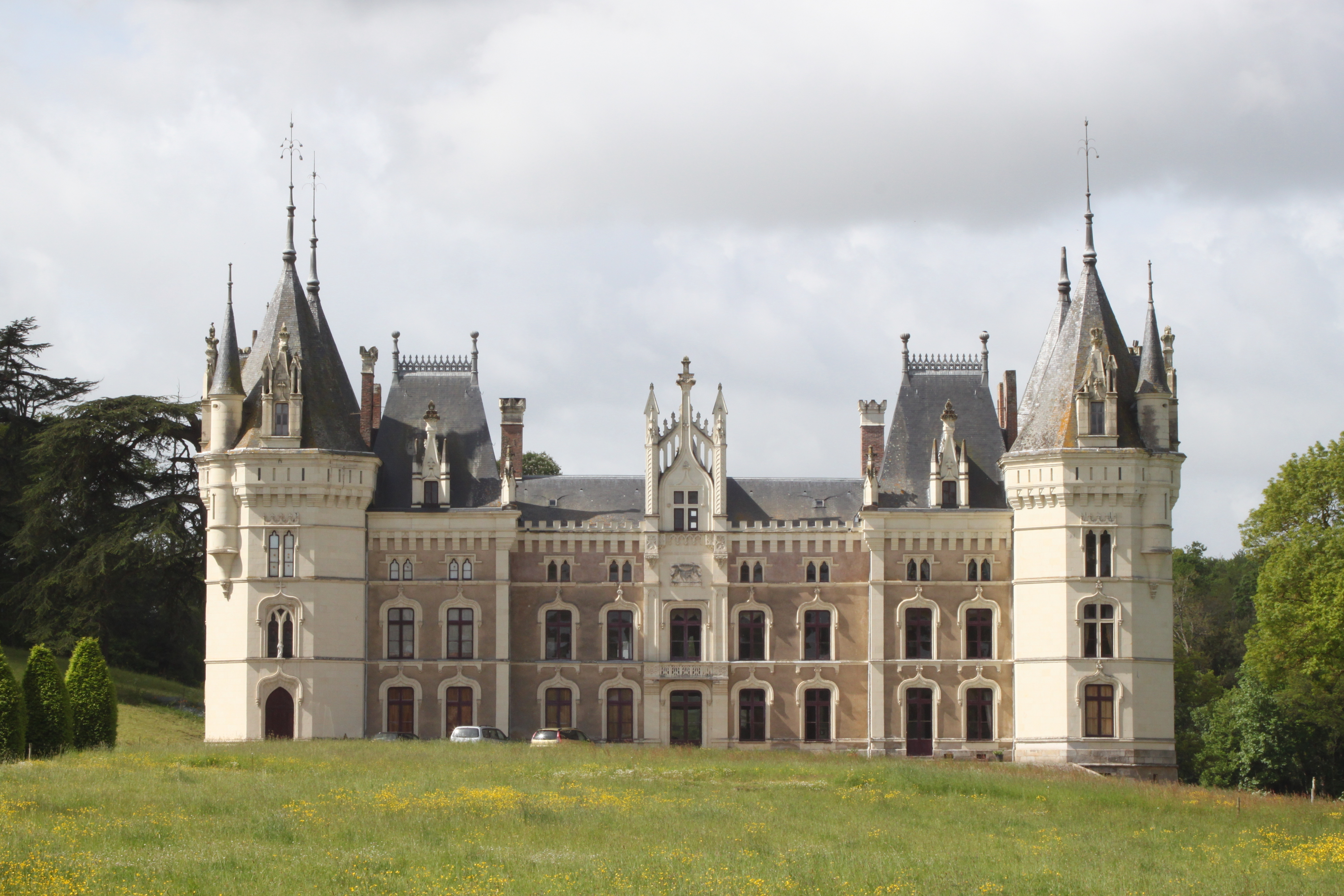
Schloss Chanzeaux
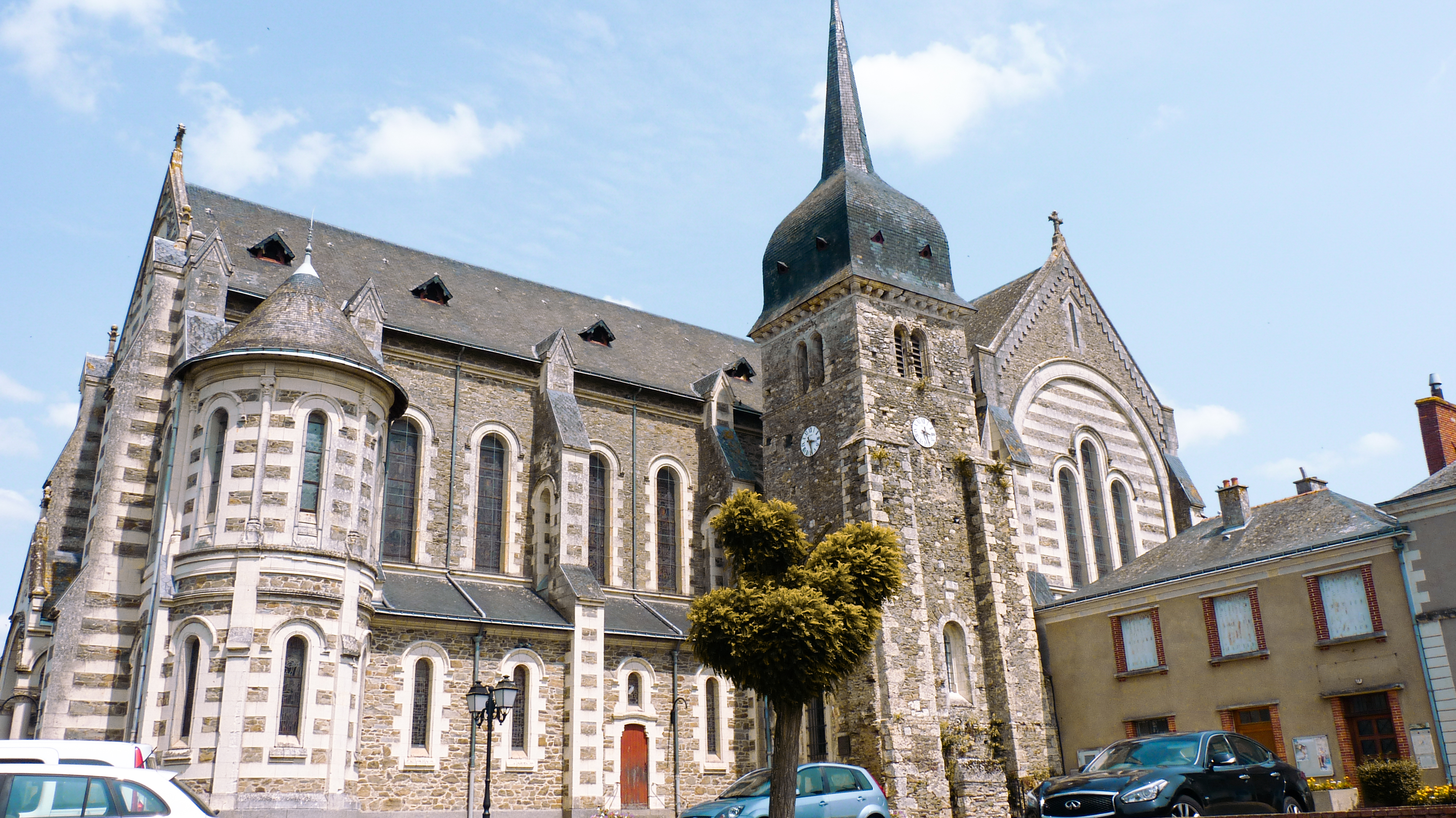
Kirche Saint-Pierre
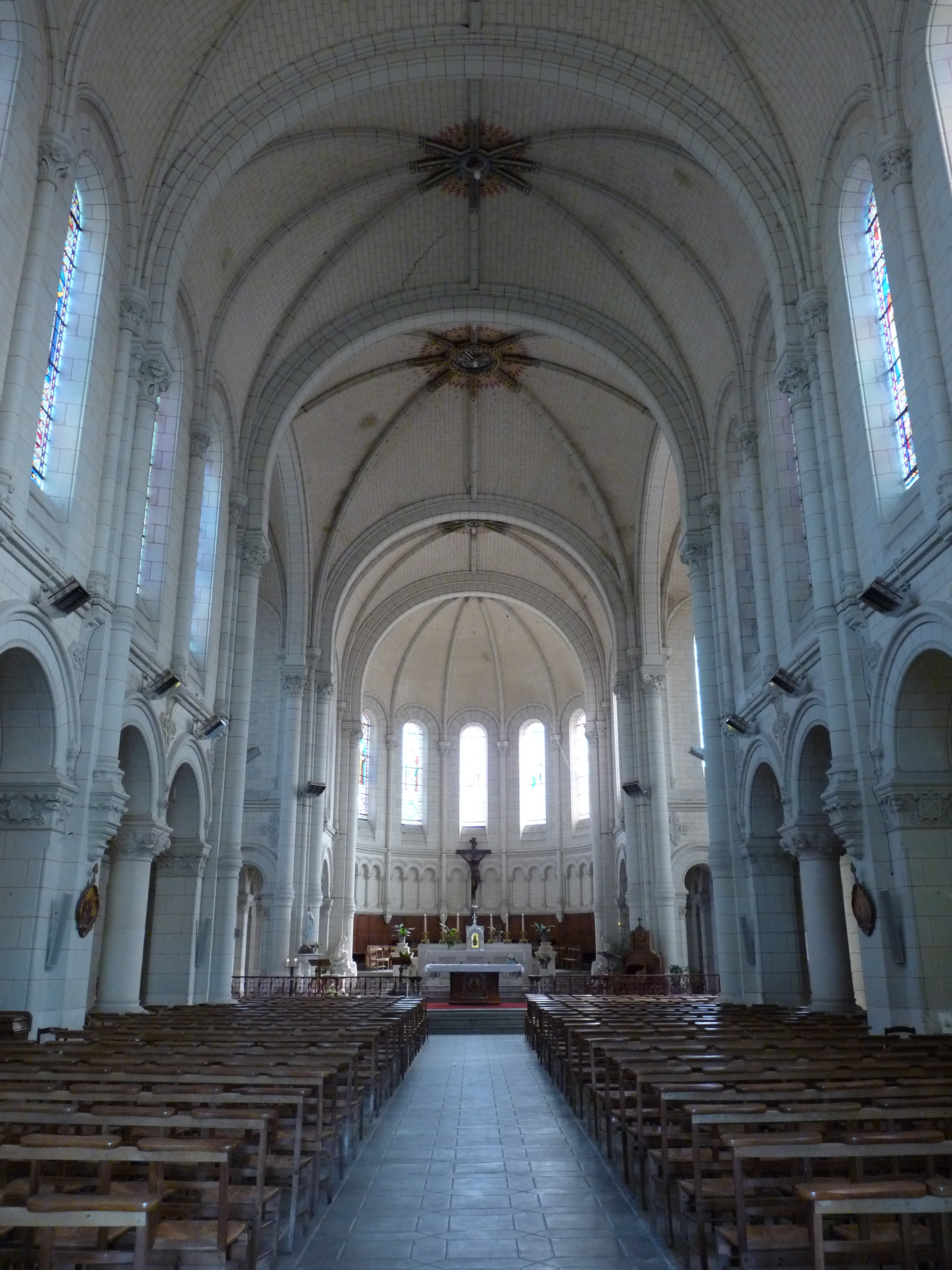
Innenraum

## Persönlichkeiten
- François Gourdon (* 1968), römisch-katholischer Geistlicher, Bischof von Saint-Dié